# Tamara Szczarbaczewicz
Tamara Hieorhijeuna Szczarbaczewicz (biał. Тамара Георгіеўна Шчарбачэвіч, ros. Тамара Георгиевна Щербачевич, Tamara Gieorgijewna Szczerbaczewicz; ur. 15 września 1961 w Pawłowsku w rejonie karasuskim) – białoruska pedagog i polityk, w latach 2008–2012 deputowana do Izby Reprezentantów Zgromadzenia Narodowego Republiki Białorusi IV kadencji.

## Życiorys
Urodziła się 15 września 1961 roku w osiedlu Pawłowsk, w rejonie karasuskim obwodu kustanajskiego Kazachskiej SRR, ZSRR. Ukończyła Miński Instytut Kultury, uzyskując wykształcenie reżyserki i organizatorki imprez masowych oraz Białoruski Państwowy Uniwersytet Pedagogiczny im. Maksima Tanka, uzyskując wykształcenie wykładowczyni historii. Pracowała jako kierowniczka klubu Mińskiej Lotniczej Technicznej Szkoły Lotnictwa Cywilnego, zastępczyni dyrektora ds. pracy wychowawczej w szkołach średnich nr 68 i nr 85 w Mińsku, w oddziale opieki i kurateli w organizacji społecznej w rejonie zawodskim Mińska, dyrektor Szkoły Średniej Nr 172 w Mińsku. W ostatnich dniach maja 2003 roku została mianowana na stanowisko dyrektor Narodowego Państwowego Humanitarnego Liceum im. Jakuba Kołasa. Decyzja ta wzbudziła silne protesty ze strony uczniów, ich rodziców i administracji liceum. Następnie pracowała jako dyrektor Mińskiej Państwowej Szkoły Zawodowo-Technicznej Nr 55 Budowniczych w Mińsku.
27 października 2008 roku została deputowaną do Izby Reprezentantów Zgromadzenia Narodowego Republiki Białorusi IV kadencji z Partyzanckiego Okręgu Wyborczego Nr 110 miasta Mińska. Pełniła w niej funkcję członkini Stałej Komisji ds. Katastrofy Czarnobylskiej, Ekologii i Eksploatacji Przyrody. Od 13 listopada 2008 roku była członkinią Narodowej Grupy Republiki Białorusi w Unii Międzyparlamentarnej.

## Odznaczenia
- Odznaka „Wybitny Pracownik Edukacji”[1].

## Życie prywatne
Tamara Szczarbaczewicz jest mężatką, ma córkę.